# Трюггві Олафссон
Трю́ггві О́лафссон (нар. приблизно 930 року — пом. в 963 році, мис Сотанес, Вік) — норвезький конунг, син Олафа Гейрстадальфа, онук першого великого конунга Норвегії Гаральда Прекрасноволосого. Конунг Вінгулмарка, Ранріки і Вікена (Віка).

## Біографія
Народився, найімовірніше, між 925 і 930 роками, бо сага називає Трюггві і його двоюрідного брата гудреда Бйорнссона «майже однолітками», а гудред точно не міг народитися пізніше від 927 року, бо того року був убитий його батько, конунг Вестфольду Бйорн Мореплавець, а батько Трюггві, Олаф Гаральдссон гейрстадальф, прийняв володіння брата і взяв на виховання обох дітей — сина й племінника. За традицією саг, сказано, що «мало хто був такий міцний і сильний, як Трюггві». Навесні 934 року конунг Ейрік Кривава Сокира, ведучи боротьбу з родичами за одноосібну владу, переміг у битві Олафа гейрстадальфа. Після його загибелі Трюггві і гудред втекли в Опплан.
Після повалення Ейріка Кривавої Сокири Трюггві і його двоюрідний брат гудред отримали від нового правителя Норвегії, Гокона Доброго володіння, якими перш володіли їхні батьки: Трюггві — Вінгулмарк і Ранрікі, а гудред — Вестфольд. На час малолітства обох конунгов до них також були приставлені радники — «шляхетні й розумні мужі». Також Гокон повернув старі умови володіння землями — конунгам належала половина зібраних податків, другу половину вони зобов'язувалися надсилати до столиці.
Близько 954 року (за сагою — восени того року, коли помер Ейрік Кривава Сокира) Трюггві Олафссон ходив у вікінзький похід в Ірландію і Шотландію. Навесні наступного, 955 року Гокон Добрий доручив Трюггві Олафссону управління Віком. У середині 950-х років почалася боротьба за владу в Норвегії між Гоконом Добрим і цілою коаліцією його супротивників на чолі з синами Ейріка Кривавої Сокири. Трюггві, який підтримував Гокона, неодноразово сходився з противниками в битвах, перемога в яких діставалася то одній, то другій стороні. Відомо про напади супротивників на Вік, а також про напади військ Трюггві на Галланд і Сьяланд.
Після загибелі Гокона Доброго 961 року в битві під Фітьяром новим великим конунгом став син Ейріка Кривавої Сокири Гаральд II, який фактично правив спільно з матір'ю, Гуннгільд Матір'ю Конунгів, і братами гуттормом, гудредом, Сігурдом, Рагнфредом та іншими. У першу зиму свого правління Гаральд з братами почав переговори зі своїми головними противниками — Трюггві і Гудредом Бйорнссоном. За підсумками переговорів Гаральд Сіра Шкура залишив у підпорядкуванні у конунгів-супротивників ті території, якими вони володіли раніше. Згодом вони зустрілися ще раз, знову вирішивши «підтримувати дружбу».
Проте конфлікт між Трюггві і Гаральдом Сірою Шкурою не міг не виникнути. Трюггві і гудред Бйорнссон контролювали велику й дуже важливу територію — Вік. Навесні 963 року між братами Гаральдом II Сірою Шкірою та Гудредом Ейрікссоном стався конфлікт, після того як на традиційному прощальному (перед походом) бенкеті один з присутніх заявив, що Гаральд в усьому перевершує свого брата. Гудред вирушив у похід сам, без брата. Збираючи війська, він направив послання Трюггві Олафссону з вимогою приєднатися до походу. Двоє конунгів зустрілися недалеко від мису Сотанес у Віку, але під час переговорів воїни Гудреда несподівано накинулися на Трюггві й убили його.
Після смерті Трюггві Гаральд II і його брати приєднали до своїх володінь Вік.

## Сім'я
Дружиною Трюггві Олафссона була Астрід Ейріксдоттір, дочка «могутнього чоловіка» Ейріка Бьодаскаллі з Опростадіра (нині Обрестад, у Ругаланні). За життя Трюггві Астрід народила двох дочок:
- Інгеборга була одружена з ярлом Рагнвальдом Ульвсоном, двоюрідним братом шведської принцеси і Новгородської (потім — київської) княгині Інгігерд. У цьому шлюбі народилися Ульф-Ейлів Рагнвальдсон і Ейлів Рагнвальдссон (обидва були на руській службі).
- Астрід Трюггведоттір була одружена з лендрманом Ерлінгом Ск'ялгссоном. У них було семеро дітей.

Єдиний син Трюггві Олафссона, Олаф Трюггвасон, народився, згідно з сагою, вже після смерті батька. А втім, є версія, що Олаф народився, коли його батько був ще живий, про що свідчить той факт, що Олаф отримав ім'я по дідові (а не по батькові, як «посмертні» діти). Про це свідчать також інші джерела.